# Заозёрная (приток Мутной)
Заозёрная — река в России, протекает по Добрянскому району Пермского края. Устье реки находится в 6,9 км по левому берегу реки Мутная. Длина реки составляет 10 км.
Исток реки в лесах в 25 км к востоку от города Добрянка. Река течёт на юг по ненаселённой местности среди лесистых холмов западных предгорий Среднего Урала. Впадает в Мутную около покинутого посёлка Лесной. Высота устья — 121,8 м над уровнем моря.

## Данные водного реестра
По данным государственного водного реестра России относится к Камскому бассейновому округу, водохозяйственный участок реки — Кама от города Березники до Камского гидроузла, без реки Косьва (от истока до Широковского гидроузла), Чусовая и Сылва, речной подбассейн реки — бассейны притоков Камы до впадения Белой. Речной бассейн реки — Кама.
Код объекта в государственном водном реестре — 10010100912111100012196.